# Tamara Larrea
Tamara Larrea Peraza (ur. 25 listopada 1973 w Hawanie) – kubańska siatkarka plażowa.
W 2003 r. w Santo Domingo na Dominikanie zdobyła złoty medal w turnieju siatkówki plażowej na Igrzyskach Panamerykańskich grając z Dalixią Fernández. Otrzymała również srebrny medal igrzysk panamerykańskich w Rio de Janeiro. Trzykrotna uczestniczka Igrzysk Olimpijskich w 2000, 2004 oraz 2008 roku. W 2005 roku zajęła 4 miejsce na Mistrzostwach Świata w Berlinie.